# Francisco Júnior (dublador)
Francisco Júnior é um ator e dublador e diretor brasileiro nascido em 14 de março de 1986 no Rio de Janeiro. Ele é mais conhecido por fazer a voz do personagem Ryomen Sukuna, em Jujutsu Kaisen; Crocodile, em One Piece; e o Aquaman.

## Carreira
Começou a dublar entre 2006 e 2007, mas já trabalhava como ator antes.
Começou a ser mais reconhecido pelo público por ter feito o Aquaman, e costuma dublar o ator Jason Momoa. Personagens de anime trouxeram ainda mais reconhecimento, mas curiosamente, revelou que a dublagem de anime é uma parte muito pequena do seu trabalho como dublador.
Já participou de vários eventos pelo Brasil, como o Anime Friends, o Mega-Con Festival e o Anime Summit.
Francisco já se manifestou a favor da regulamentação do uso de inteligência artificial no setor de arte e cultura e, consequentemente, na dublagem.
O crítico Rodrigo Fonseca, do Jornal do Brasil, em sua crítica de Aquaman, elogiou o dublador, chamando-o de "um dos melhores dubladores do país na atualidade".
Chegou a integrar o canal Mitsubukai, com Glauco Marques, Carol Valença e Adrian Tatini, mas atualmente tem seu próprio canal, chamado Canal do Meu Bom.
Em 2021, foi indicado a Melhor Dublador em Português no Crunchyroll Anime Awards por seu trabalho como Sukuna.
Em 2024, faz a voz do General Alvez, na animação Astronauta, baseada nas histórias em quadrinhos do selo Graphic MSP do personagem homônimo.

## Papéis em dublagem
Grimmjow Jaegerjaquez, em Bleach e Bleach: Thousand-Year Blood War
Hit, em Dragon Ball Super
Twigo, em Nanatsu no Taizai
Diretor Ton, em Aggretsuko
Batou, em Ghost in the Shell: Stand Alone Complex
Endeavor, em Boku no Hero Academia: A Ascenção dos Heróis
Laxus Dreyar, em Fairy Tail
Crocodile, em One Piece
Dio Brando, em JoJo's Bizarre Adventure
Ryomen Sukuna, em Jujutsu Kaisen
Thors, em Vinland Saga
Cell Max, em Dragon Ball Super: Super Hero
Yami, em Black Clover
Falcão, no Universo Cinematográfico da Marvel
Lihito, em Kengan Ashura
Luci, em (Des)encanto
Bogotá, em La casa de papel